# Kompleks zamkowo-pałacowy w Żarach
Kompleks zamkowo-pałacowy w Żarach – zabytkowy zamek i pałac w Żarach na Dolnych Łużycach.

## Historia
Najstarszy zamek w Żarach istniał w Górze Winnej, gdzie odkryto pozostałości okrągłej wieży obronnej z XIII wieku. W niedalekiej odległości, przypuszczalnie w połowie XIII wieku, Albrecht Dewin wzniósł murowany zamek, odpowiadający obecnemu północnemu skrzydłu pałacowemu. Od 1280 roku Żary należały do miśnieńskiego rodu von Packów. W latach 1320–29 Packowie powiększyli siedzibę dobudowując skrzydło zachodnie i wieżę od południa. Wzniesiono też mury obronne, powiązane ściśle z murami miejskimi. W 1355 roku miasto przeszło na własność von Bibersteinów, którzy na miejscu dotychczasowego wznieśli zamek, nazywany zamkiem Bibersteinów. Skrzydło wschodnie powstało na początku XV wieku. W połowie XVI wieku Hieronim Biberstein oraz jego brat Krzysztof, przeprowadzili renesansową przebudowę zamku, obejmującą m.in. wzniesienie krużganków po trzech stronach dziedzińca z bogatą dekoracją sgraffitową. Wówczas też wprowadzono we wnętrzach  sklepienia kolebkowe z lunetami wraz z wystrojem sztukatorskim i malarskim. W 1558 r. zamek zakupili von Promnitzowie. Późniejsze sztukaterie, datowane na przełom XVI i XVII wieku, wiążą się już z działalnością Promnitzów. Zewnętrzny wygląd elewacji zamkowych został nadany około 1700 r. Wtedy też przebudowano wieżę nadając jej barokowy charakter. Od 1824 r. stary zamek pełnił funkcję pruskiego więzienia państwowego. W 1930 r. urządzono tutaj Muzeum Regionalne powiatu żarskiego, które funkcjonowało do 1945 r.. W 1945 r. pożar zniszczył obie budowle, które jedynie przykryto nowym dachem.
Architektoniczna forma zamku, łącząca gotyk i renesans, zachowała się bez większych zmian do czasów obecnych. Cztery jednotraktowe skrzydła rozplanowane są wokół wewnętrznego dziedzińca, otoczonego z trzech stron krużgankami. Piwnice nakryte są sklepieniami kolebkowymi, natomiast komnaty sklepieniami kolebkowymi z lunetami, dekorowanymi renesansowymi i barokowymi sztukateriami. Trzykondygnacyjne skrzydła posiadają dachy wielospadowe. Nad zwartą bryłą budynku dominuje czworoboczna wieża wtopiona w skrzydło południowe. Obecnie zamek jest zachowaną w dobrym stanie ruiną.
13 października 2019 r. na wieży wybuchł pożar, w całości trawiąc barokowy hełm. Paląca się konstrukcja runęła na dachy zachodniego skrzydła zamku, które uległy częściowemu uszkodzeniu. Prawdopodobną przyczyną pożaru było podpalenie, zważywszy na fakt, iż od kilku lat obiekt nie jest pilnowany. Sam incydent miał miejsce na kilka dni przed przekazaniem posiadłości miastu. 23 października 2019 r. Zamek Bibersteinów został przejęty od prywatnych właścicieli w użyczenie przez Stowarzyszenie Region Łużyce, które pojawiło się w Żarach z misją pozyskania środków na odbudowę spalonej wieży i dachów zamku. 16 stycznia 2020 r. miasto Żary otrzymało w darowiźnie Zamek Bibersteinów z fosą i drogą dojazdową, a następnie oddało go ponownie w użyczenie Stowarzyszeniu Region Łużyce. 31 grudnia 2020 r. zakończono 90% prac przy odbudowie spalonego hełmu i dachów zamku ze środków Ministerstwo Kultury i Dziedzictwa Narodowego (630 tys. zł) oraz środków Stowarzyszenia Region Łużyce. Ostatecznie prace zakończyły się w marcu 2021 r. Projekt nowego hełmu wieży, pod nadzorem Lubuski Wojewódzki Konserwator Zabytków i Stowarzyszenie Region Łużyce, wykonał Sławomir Kubów na zlecenie miasta Żary.  
Zamknięty od czasów zniszczeń II wojny światowej zespół zamkowo-pałacowo-ogrodowy jest okazjonalnie udostępniany dla zwiedzających przez Stowarzyszenie Region Łużyce. W obiekcie coraz częściej odbywają się wydarzenia o charakterze kulturalnym.

## Pałac
Promnitzowie w latach 1710-28 dobudowali obok zamku barokowy pałac, nazywany nowym zamkiem.
Środkowy ryzalit składa się z kolumnady, złożonej z ośmiu kolumn w porządku korynckim (cztery na środku, po dwie po bokach), zwieńczonej półkolistym frontonem typu fr. circulaire, zawierającym herby: Erdmanna II von Promnitza i Anny Marii von Sachsen-Weissenfeles. Narożne ryzality, zwieńczone trójkątnymi frontonami (tympanonami), eksponowane są pilastrami. 

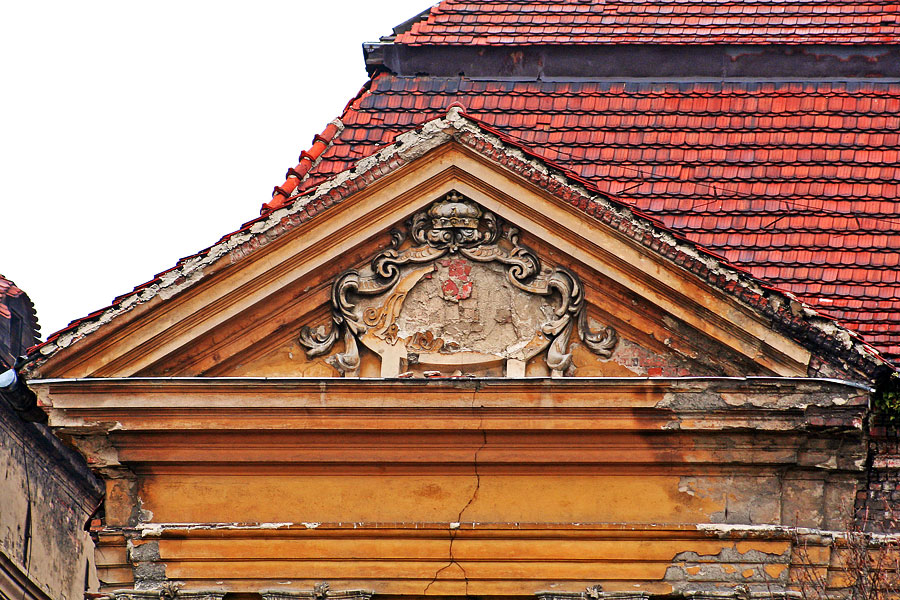
Herb
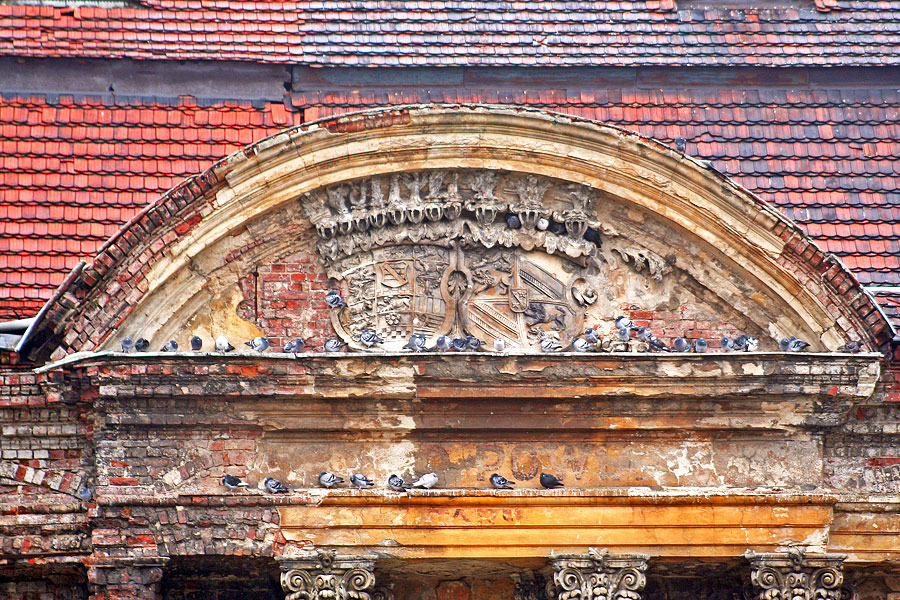
Herby Sachsen i Promnitz
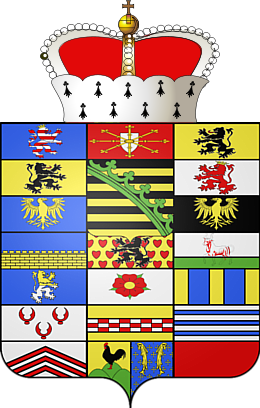
Herb Anny Sachsen-Weissenfeles
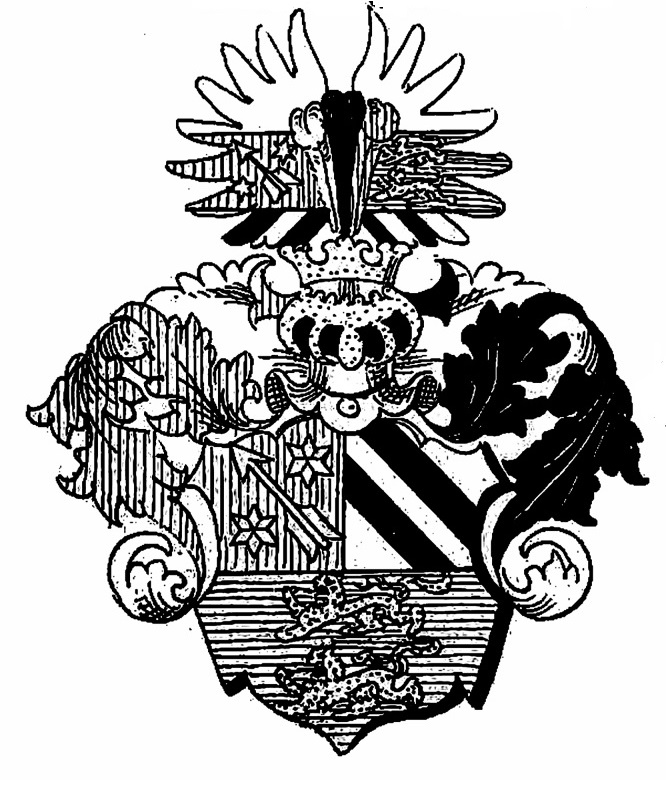
Herb Erdmanna II Promnitza